# 一锑化二铜
一锑化二铜是一种金属间化合物，化学式为Cu2Sb，它在自然界以锑铊铜矿的形式存在。它可由铜和锑加热反应制得；或氢气加热还原氧化铜和氧化锑的混合物得到。它在六氟磷酸锂电解液中通电，经Li2CuSb可以得到Li3Sb。
它是一些化合物的晶体结构原型，属于Cu2Sb结构的化合物有CeSe2、UAs2、KMgP、AlGeMn等。